# Susupe
Susupe – miasto w Marianach Północnych; na wyspie Saipan; według danych szacunkowych na rok 2009 liczy 2 476 mieszkańców. Szkoła średnia Mariana High School; liczne placówki dyplomatyczne; ośrodek turystyczny. Dziesiąte co do wielkości miasto kraju.